# پتسی مینک
پتسی مینک (انگلیسی: Patsy Mink; ۶ دسامبر ۱۹۲۷ – ۲۸ سپتامبر ۲۰۰۲) سیاست‌مدار اهل ایالات متحده آمریکا بود.
وی همچنین برندهٔ جوایزی همچون نشان افتخار آزادی رئیس‌جمهوری شده‌است.
او نماینده هاوایی در کنگره بود. در سال ۱۹۵۹ خانم مینک نخستین زن آفریقایی‌تبار و نخستین زن آسیایی‌تباری بود که بعنوان نماینده کنگره آمریکا انتخاب شد. او از طرف حزب دموکرات در ایالت اورگن دعوت شد تا برای انتخابات ریاست‌جمهوری کاندید شود. حزب دموکرات می‌خواست به این وسیله توجه عمومی را به جنبش ضد جنگ ویتنام جلب کند. خانم مینک کمپین انتخاباتی هم برگزار و دو درصد آرا در اورگان را از آن خود کرد. حتی بعد از اینکه به مبارزات انتخاباتی خود داوطلبانه پایان داد، طرفدارهایی در ایالت‌های دیگر هم پیدا کرد.

## مرگ

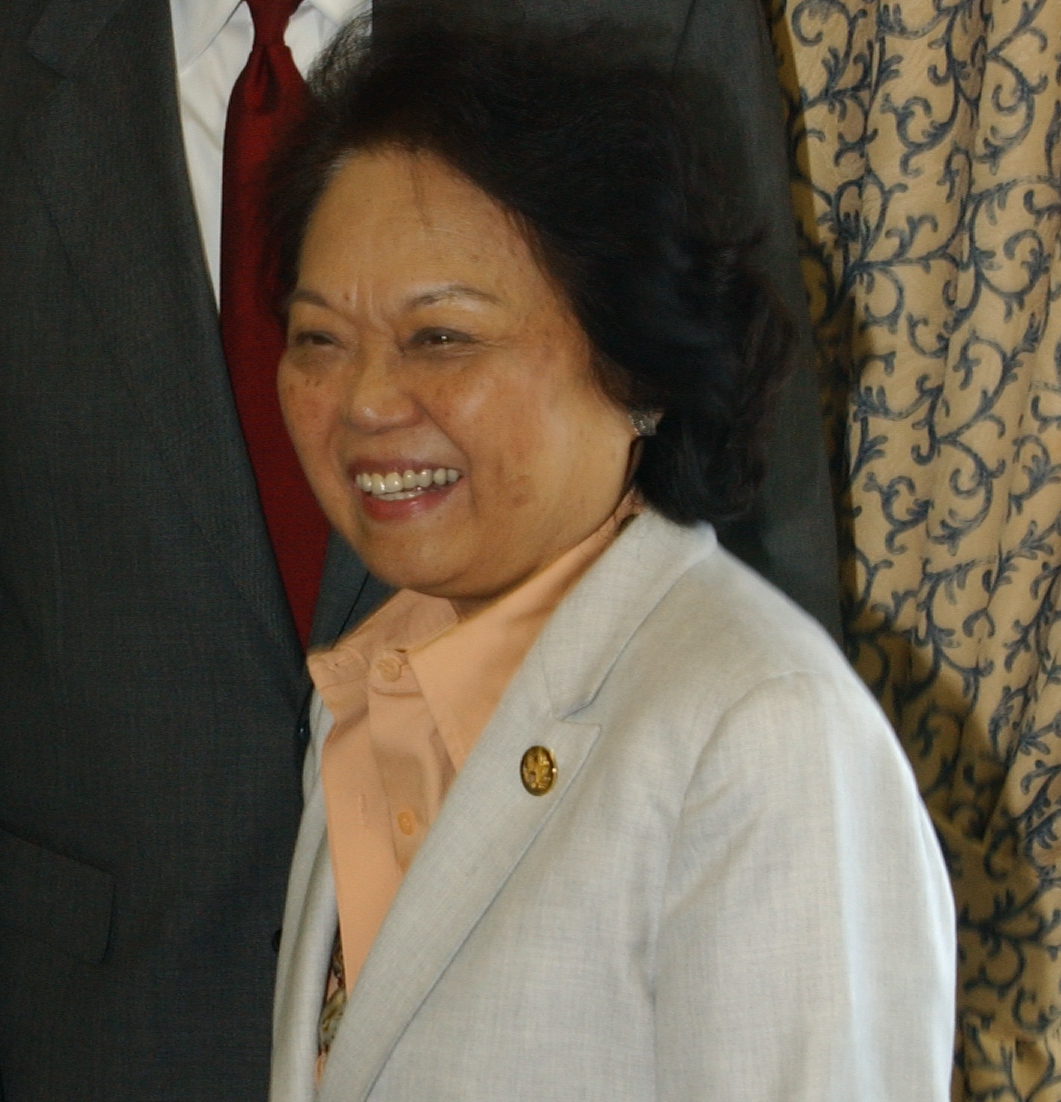
پتسی مینک در سال ۲۰۰۲

در ۳۰ اوت ۲۰۰۲، مینک به دلیل عوارض آبله مرغان در کلینیک و بیمارستان استراوب هونولولو بستری شد. وضعیت او به‌طور پیوسته بدتر می‌شد و در ۲۸ سپتامبر ۲۰۰۲، در سن ۷۴ سالگی در هونولولو بر اثر ذات‌الریه ویروسی درگذشت. دونالد رامسفلد، وزیر دفاع، با اعلام عزاداری ملی در قبال درگذشت او، دستور داد تمام پرچم‌های موسسات نظامی به نیمه افراشته شود. به افتخار مینک یک یادبود ملی ایجاد و از وی تجلیل شد و با مراسم تشییع جنازه ایالتی که در ۴ اکتبر در روتوندا کنگره ایالت هاوایی با حضور رهبران و اعضای کنگره برگزار شد، از وی تقدیر شد. گروه‌های زنان با تشکیل یک صف انسانی متشکل از حدود ۹۰۰ زن با تجمعی که حول تابوت مینک در مرکز پایتخت تشکیل شد به تصنیف آهنگ‌های هاوایی پرداخته وز یاد و خاطره مینک را گرامی داشتند. او در گورستان ملی یادبود اقیانوس آرام، در نزدیکی دهانه پانچ باول به خاک سپرده شد. مرگ مینک یک هفته پس از پیروزی او در انتخابات مقدماتی سال ۲۰۰۲ اتفاق افتاد که برای حذف نام او از برگه رای عمومی خیلی دیر بود. در ۵ نوامبر ۲۰۰۲، مینک پس از مرگش دوباره برای عضویت در کنگره انتخاب شد. کرسی خالی او توسط اد کیس پس از انتخابات ویژه در ۴ ژانویه ۲۰۰۳ پر شد.